# Dragon Head
Dragon Head (ドラゴンヘッド, Doragon Heddo) és un manga seinen eescrit i il·lustrat per Minetaro Mochizuki. Es va publicar al Japó entre els anys 1994 i 2000 en la revista setmanal Weekly Young Magazine de Kōdansha. Posteriorment va ser recopilat en deu toms tankōbon. L'obra va ser publicada a Espanya entre 2001 i 2002 per Glénat en el seu format original i posteriorment el 2019 per Planeta Cómic en un format de 5 volums. La sèrie va ser adaptada com una pel·lícula d'acció en viu escrita i dirigida per Jôji Iida, estrenada al Japó l'agost de 2003. Protagonitzada per Satoshi Tsumabuki i Sayaka Kanda.. Recentment també es va anunciar la llicència del manga el 4 d'octubre del 2021 en físic a l'Argentina per la editoral Ovni Press en toms dobles de més de 400 pàgines i amb fulles a color per a la primera meitat del 2022 (seran 5 toms en total); el manga tindrà sortida bimestral a l'Argentina.

## Argument
Una classe torna a Tòquio d'un viatge a bord del Shinkansen. Teru Aoki veu alguna cosa abans que el tren passi per un túnel, llavors la terra tremola, el tren descarrila i gairebé tots els passatgers moren a l'instant.
Només la Teru, l'Ako i la Nobuo, tres estudiants de secundària, sobreviuen a aquest accident. Nobuo s'enfonsa gradualment en la bogeria i la por. La Teru i l'Ako volen fer tot el possible per sortir d'aquest túnel opressiu, però estan lluny d'imaginar-se què els espera quan surten. El subministrament d'aliments comença a disminuir. Per què augmenta la temperatura? Per què no ve ajuda? I sobretot, què passa fora i per què sembla que s'hagi desencadenat l'estat d'excepció?

## Personatges
Teru Aoki
Estudiant, vol sortir de l'atzucac i tornar a Tòquio per trobar els seus pares.
Ako Seto
Al principi inconscient, s'enganxa a Teru i li és de gran ajuda després.
Nobuo Takahashi
Segon noi, que a diferència del Teru, es deixa portar per la desesperació.

## Recepció
Dragon Head va ser el guanyador en 1997 del Premi de Manga Kōdansha en la categoria «General». L'any 2000 Minetarō Mochizuki va ser reconegut amb el «Premi per excel·lència» per Dragon Head en el 4t Premi Cultural Tezuka Osamu.